# Bartlett, Kansas
Bartlett är en ort i Labette County i Kansas. Vid 2010 års folkräkning hade Bartlett 80 invånare.